# Jaroslav Vaculík (hudební skladatel)
Jaroslav Vaculík (* 26. září 1955 Praha) je český hudební skladatel, producent a člen divadla Sklep. Je synem architekta Jaroslava Vaculíka a zpěvačky Vlasty Šobové - Vaculíkové,  bratrem herce Lukáše Vaculíka, otcem herečky Šárky Krausové a zahradníka  Tobiáše Vaculíka.  Dceru Šárku má z prvního manželství, syna Tobiáše z druhého manželství.  V roce 2022 se Jaroslav Vaculík potřetí oženil.

## Život a kariéra
Jaroslav Vaculík ml. si vyzkoušel i herecké role (např. Ať žijí duchové, Pražská 5), ale herectví se na rozdíl od svého bratra Lukáše nevěnuje. Pracuje jako produkční, vyhledává filmové lokace a skládá hudbu. Byl mj. produkčním Karlovarského filmového festivalu. Jako lokační manager pracoval dlouhodobě pro zahraniční filmy, a to vč. filmů pro BBC a Hollywood, i  pro české filmy. (firma Czech Film Locations od roku 1992). Pro filmy občasně zajišťuje Base camp, ale jeho hlavní prací i vášní je hudba.
Jaroslav Vaculík je skladatelem hudby nejen filmové (nejznámější je dětský TV večerníčkový seriál Tarbíci a film Pražská 5). Skládá hudbu pro divadlo Sklep. Divadlo Sklep v Praze na Dobešce je jeho domovskou scénou. Pro divadlo Sklep kromě hudby a herectví dělá i střih a kameru. Jaroslav Vaculík vystupoval dále jako hudební doprovod (kytara, bubny) písničkáře Jana Vodňanského.
Jaroslav Vaculík pořádá workshopy bubnování pro dospělé a pro děti nejen v Česku. Pro děti vede i Letní filmovou školu. Je spolu se svou manželkou Martinou zakladatelem dětské bubnovací kapely Panda Banda s autorskými písničkami. S neziskovkou Panda Art Stream, z. s. podporuje kulturní a vzdělávací zájmy pro děti, seniory a handicapované osoby.

## Filmografie

### Film (herecké role)
- 1977 Ať žijí duchové
- 1988 Pražská 5
- 1992 Pensionek

### Hudba (skladatel filmové hudby)
- 1986 Chemikál (studentský film)
- 1988 Pražská 5
- 1990 Sedum (studentský film)
- 2003 Mazaný Filip
- 2018 Tarbíci (Večerníček)

### Film (vedoucí produkce)
- 1995 Už

### Film (lokace manager)
- 1992 Princezna Fantaghiró 2
- 1999 Všichni moji blízcí
- 1999 Oliver Twist
- 2000 Bídnície
- 2002 Liga vyvolených (se Sean Connery)
- 2006 Ilusionista
- 2006 Tristan a Isolda
- 2007 Hannibal: Zrození
- 2013 Donšajni
- 2017 Marie Terezie